# Martin Severa
Martin Severa (* 10. února 1956 Velká nad Veličkou) je český novinář a televizní moderátor.

## Životopis
Vystudoval češtinu a tělesnou výchovu na Fakultě tělesné výchovy a sportu Univerzity Karlovy. Poté pracoval jako pedagog, učil též češtinu ve Francii. V roce 1992 začal pracovat v Československé a posléze v České televizi. Natáčel ze zpravodajské reportáže a uváděl pořady Deník a Deník plus. Roku 1994 odešel do TV Nova, kde ve dvojici s Martinou Kociánovou a později s Jitkou Obzinovou moderoval hlavní zpravodajskou relaci Televizní noviny. V roce 2000 z Novy odešel, krátce působil na téže pozici na TV3. V letech 2002 až 2005 zastával funkci tiskového mluvčího Ministerstva zemědělství České republiky. Roku 2007 moderoval relaci Krimi live na TV Prima. O rok později působil na Z1. V letech 2012–2013 provázel pořady Na vrcholu a Rozhovory po konci světa na Metropol TV/TV Pětka. V roce 2013 moderoval program Na vrcholu na TiP Rádiu.
Je ženatý, má dvě děti.

## Ocenění
- TýTý 1994, 1995, 1996, 1997 – vítěz v kategorii Moderátor zpravodajských pořadů